# Noyers (Ardennes)
Pour les articles homonymes, voir Noyers.
Noyers est une localité de Noyers-Pont-Maugis et une éphémère commune française, située dans le département des Ardennes en région Grand Est.

## Toponymie
Noyers est attesté sous la forme latinisée de Nucibus en 1362,.

Il s'agit d'un type toponymique médiéval signifiant « les noyers »,. L'absence d'article suggère une formation précoce.

## Histoire
En 1793, elle fusionna avec la commune de Thelonne, pour former la commune de Noyers-Thelonne qui fusionne en 1828 avec la commune de Chaumont-Saint-Quentin pour former la nouvelle commune de Noyers-Pont-Maugis, puis la commune de Thelonne a été rétablie en 1883. Elle est actuellement le chef-lieu de la commune de Noyers-Pont-Maugis.